# Tom Mix
Tom Mix, de nom vertader Thomas Hezekiah Mix, (Mix Run, Pennsilvània, 6 de gener de 1880 – Florence, Arizona, 12 d'octubre de 1940) fou un actor de cinema estatunidenc.

## De l'exèrcit a la pantalla
Fill d'un llenyataire, s'uní a l'exèrcit quan encara era molt jove, però a partir d'aquest moment la llegenda forjada entorn del seu estrellat començà a separar-se de la realitat. Segons es va dir en el seu moment, assolí el grau de sergent d'artilleria durant la guerra dels Estats Units front d'Espanya a Les Filipines, malgrat no arribar a entrar mai en combat. Malgrat això, posteriorment es comprovà que Mix havia desertat de l'exèrcit per casar-se, fet que va romandre amagat per treure la màxima rendibilitat a llur estrellat cinematogràfic.
El que sí que és cert és que el 1903 formà part d'una banda musical de la cavalleria d'Oklahoma, i uns anys més tard, fou, primer cambrer i més tard xèrif de Dewey. Més tard s'incorporà a diversos espectacles de circ de l'Oest Llunyà, motiu que el portaria a convertir-se en proveïdor de cavalls i genets, indis i vaquers, pels films de la productora Selig, que finalment li donà l'oportunitat de posar-se davant les càmeres, i amb la que hi va romandre fins al 1917, forjant el seu estrellat en els films de l'Oest, escrivint i inclòs dirigint alguns dels curt metratges que protagonitzava. Aquest mateix any signà contracte amb la productora Fox, a la que hi va romandre pràcticament fins al final del cinema mut, el 1928, preparant una mitjana de sis films per any.
En aquesta etapa inclòs el seu cavall acabà convertint-se en una estrella, però lamentablement el so demostrà que l'època de l'estrellat de Mix havia passat, i l'actor i director hagué de reciclar-se en figura d'espectacles de circ, tornant així a les arrels de la seva incorporació al món de l'espectacle. A pesar, i en contra del que afirmen alguns rumors, el problema no era la seva veu, greu i acord amb llur aspecte i que li serví inclòs per portar a terme un intent de fer carrera com estrella radiofònica quan el cinema li girà l'esquena, mitjà del qual s'apartà quan comprovà que els sous que es pagaven en la radio no eren suficients per mantenir el seu estil de vida.
Per altra banda, l'ocàs de llur carrera en el western coincidí amb l'ascens d'un altre actor al qual alguns consideraven el seu hereu, i amb el que no es portava gens bé: John Wayne. L'animadversió era mútua. Mix afirmà públicament que Wayne no tenia talent, i per la seva part Wayne no oblidà mai que quan estudiava en la universitat, Mix li feu una oferta de treball en el cinema que després no arribà a complir.
Casat en cinc ocasions, dues d'elles amb actrius (Olive Mix 1907-1917 i Victòria Forde entre 1918-1930, amb cadascuna d'elles va tenir una filla), assolí a guanyar sis milions de dòlars, quantitat gens negligible per l'època, però el seu estil de vida el portà a unes despeses de tal magnitud que vivia amb mitjans molt modests en el moment de la seva mort, víctima d'un accident d'automòbil.
Referent a la seva imatge cinematogràfica, Mix era l'altra cara de la moneda dels western realitzats per William S. Hart. Aquests últims optaven per donar un to més realista a llurs històries i personatges, mentre que Mix representava la mitologia i el folklore d'un cinema de l'Oest ximplet i encara en embolcalls, en els que regnà com estrella durant la dècada de 1910 i la dècada de 1920. Assassinat a Bervery Hills (1988), (un dels pitjors films de Blake Edwards), va voler ser una biografia de Tom Mix.

## Filmografia

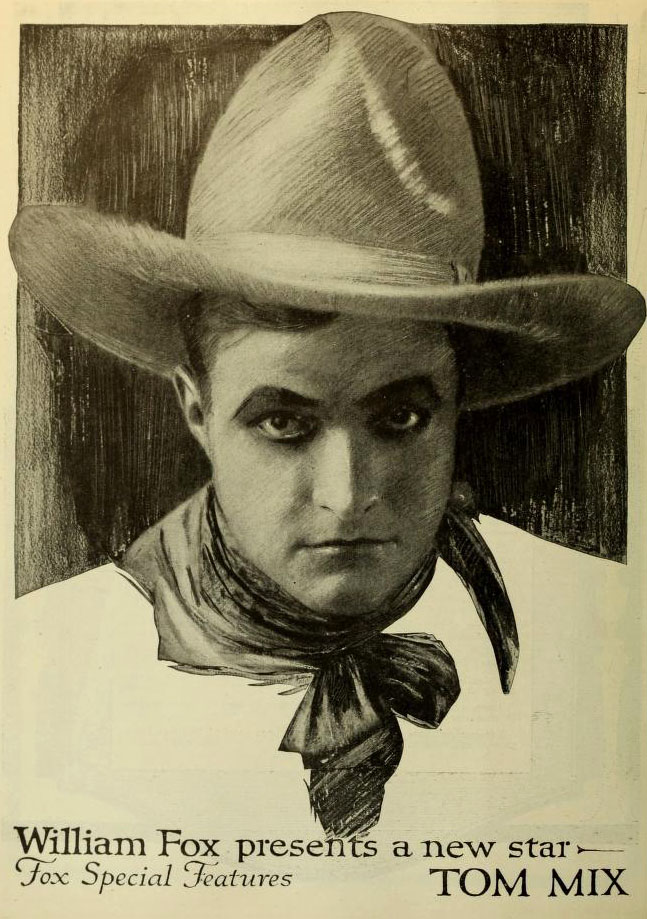
Anunci (1917)
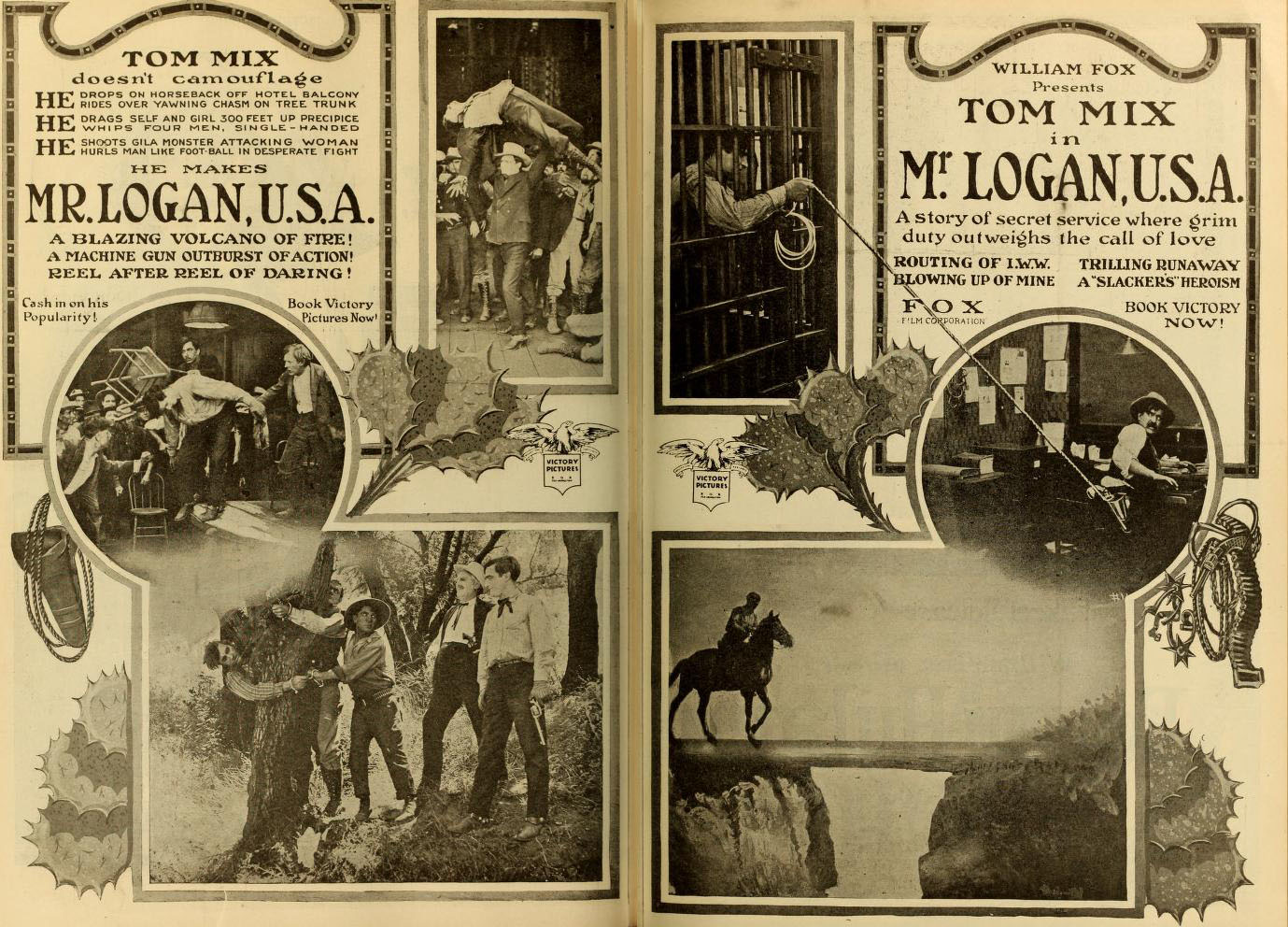
Mr. Logan, U.S.A.(1918)
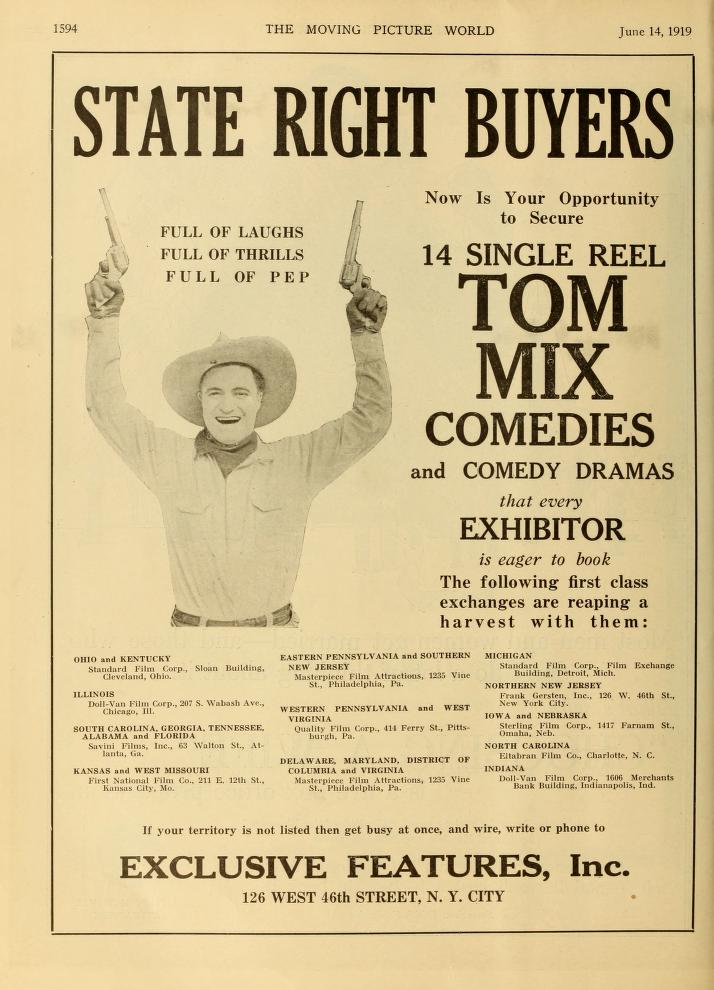
Anunci (1919)
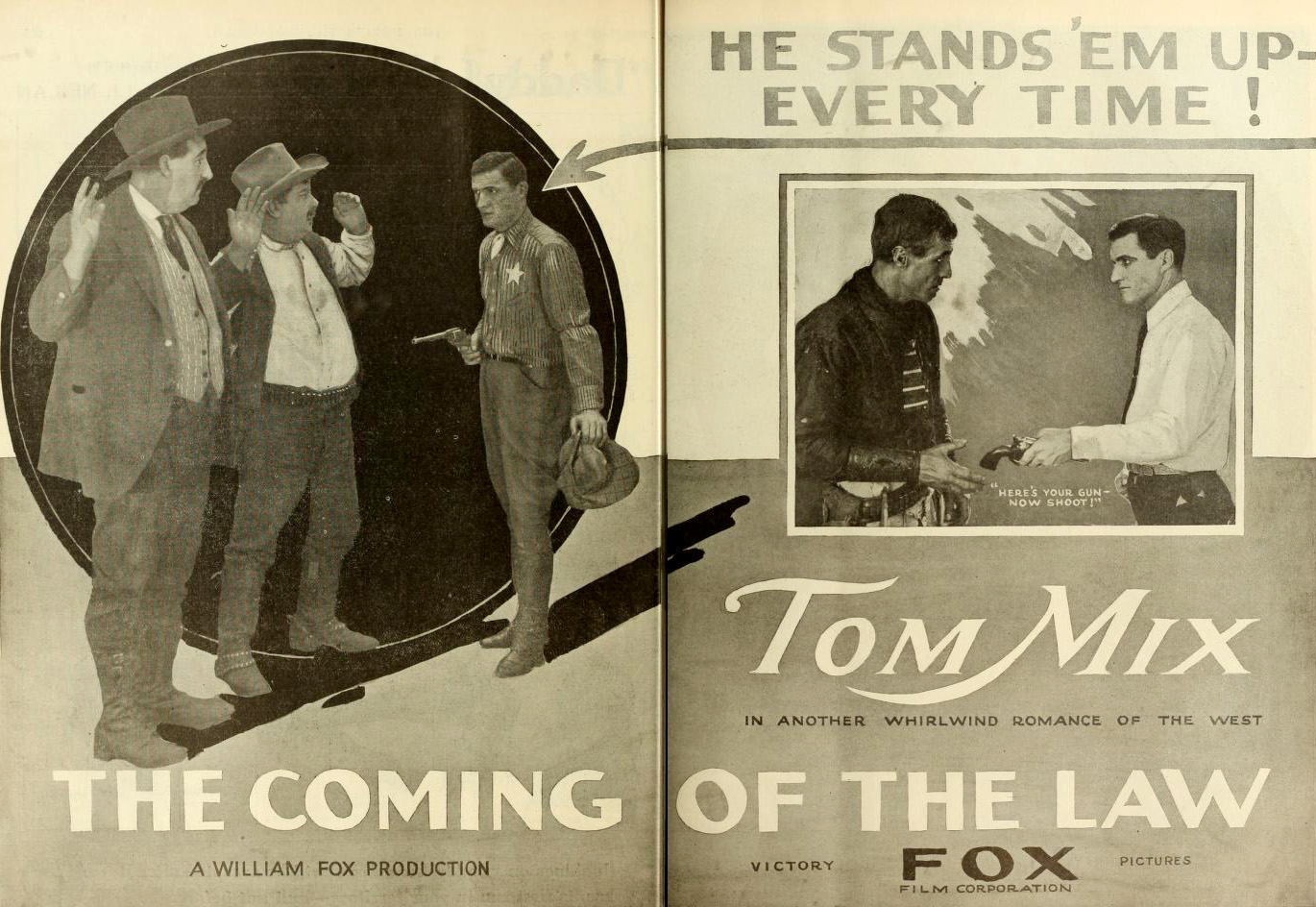
The Coming of the Law (1919)

- 1909.- The Cowboy Millionaire, Briton and Boer, Up San Juan Hill, On the Little Big Horn or Custer Las Stand, An Indian's Wide Devotion.
- 1910.- Taming Wild Animals, Pride of the Range, Mr. Mix at the Mardi Gras, Trimmings of Paradise Gulch, The Ranger Rider, The Long Trail, Ranch Life in the Great Southwest, Lost in the Soudan, The Schoolmaster of Mariposa.
- 1911.- Wheels of Justice, The Cowboy and the Shrew, In Old Califòrnia When the Gringos Came, Back to the Primitive, The Rose of Old St. Augustine, Captain Kate, Save by the Pony Express, Life on the Border, Kit Carsons's Wooing, Dad's Girl, Told in Colorado, Why the Xèrif Is a Bachelor, Western Hearts, The Telltale Knife, A Romance of the Rio Grande, The Bully of Bingo Gulch.
- 1912.- Outlaw Reward, A Cowboy's Best Girl, The Scapegoat, Life on the Diamond S, A reconstructed Rebel, The Silver Grindstone.
- 1913.- Local Colr, How It Happened, The Range Law, Jigging With Fate, The Xèrif of Yapavay County, Pauline Cushman, the federal Spy, The Life Timer, A Prisoner of Cabanas, The Shotgun Man and the Stage Driver, That Mail Order Suit, His Father's Deputy, The Noisy Six, Religion and Gun Practice, The Law and the Outlaw, The Only Chance, Taming a Tenderfoot, The Marshal's Capture, Sallie's Sure Shot, The Stolen Mocassins, An Apache's Gratitude, Made a Coward, The Taming of texas Pete, The Good Indian, How Betty Made Good, Howlin' Jones, The Cattle Thief's Escape, The Rejeced Lover's Luck, Saved from the Vigilantes, Dishwash Dick's Cournerfeit, A Muddle in Horse Thieves, The Schoolmarm's Shooting March, The Xèrif and the Rustler, hild of the Prairies, Cupid and the Cow Camp, The Escape of Jim Dolan, Physical Culture on the Quarter Circle V Bar, Buster's Little Game, Mother Love vs. Gold.
- 1914.- Finish, The Fifth Man, Buffalo Hunting, By Unseen Hand, A Friend Need, The Little Sister, In Defiance of the Law. The Leopard's Foundling, His Figh, The Wilderness mail, When The Cook Fell III, Etienne of the Glad Heart, The White Mouse, Chip of the Flyng U, When the West Was Young, Jim, The Lonesmoe Trail, The Real Thung in Cowboys, The Going of the White Swan, Hearts and Masks, Four Minutes Late, The Moving Picture Cowboy, The Way of the Redman, The Mexican, Your Girl and Mine, A Woman Suffrage Play, Garrison's Reward, The Scapegoat, In the Days of the Thundering Herd, The Rival Stage Lines, Saved By a Watch, The Man from the East, Wade Brent Pays, Tje Flower of Faith, Cactus Jake, Herth-Breaker.
- 1915.-The Lone Cowboy, Hearts of jungle, The face on the Mirror, Harold's Bad Man, Cactus Jim's Shop Girl, The Grizzly Gulch Chariot Race, Forked Trails, Roping a Bride, Bill Haywood, Producer, Slim Higgins, A Child of the Prairie, The Man from Texas, The Stagecoach Driver and the Girl, Sagebrush Tom, Jack's Pals, The Outlaw's Bride, Ma's Girl, The Legal Light, The Conversion of Smiling Tom, Getting a Star In Life, Mrs. Murphy's Cooks, An Arizona Wooing, A Matrimonial Boomerang, getting a Star in Life, Pals in Blue, Saved by Her Horse, The Heart of the Xèrif, With Aid of the Law, The Parson Wh Fled West, Foreman of Bar Z Ranch, Never Again, How Weary Went Wooing, The Range Girl and the Cowboy, The Auction Sale of Run-Down Ranch, Her Slight Mistake, The Girl and the Mail Bag, The Foreman's Choice, The Brave Deserve the Fair, The Stagecoach Guard, The Race of a Gold Mine, Athletic Ambitions, The Chef at Circle G, The Tenderfoot's Triumph, The Impersonation of Tom, Bad Man Bobbs, On the Eagle Trail.
- 1916.-The Way of the Redman, In the Days of Daring, Making Good, A Mix-Up in Movies, The Passing of Pete, Along the Border, Too Many Chefs, The Man Within, Five-Thousand Dollar Elopement, 5.000Reward, Crooked Trails, The Cowpuncher's Peril, Going West to Make Good, Taking a Chance, Some Duel, The Girl on Gold Gulch, Legal Advice, Shooting Up the Movies, Local Color in the A-1 Ranch, An Angelic Attitude, A Western Masquerade, A Bear of a Story, Roping a Sweetherth, Tom's strategy, The Taming of Gruchy Bill, The Pony Express Rider, A Corner in Water, The Raiders, The Canby Hill Outlaws, A Mistake of Rustlers, An Eventful Evening, A Close Call, Tom's Sacrifice, Mistakes Will Happen, The Xèrif Blunder, Twisted Trails, The Golden Tought.
- 1917.- Starring in Western Stuff, The Luck that Jealousy Brought, Delayed in Transit, The Heart of Texas Ryan, The Saddle girch, Hearts and Saddles, A Roman Cowboy, Six Cylinder Love, A Soft Tenderfoot, Durand of the Bad Lands, Tom and Jerry Mix, The Law North of 65.
- 1918.- Cupid's Round Up, Sis Shooter Andy, Western Blood, Ace High, Who's Your Father?, Mr. Logan USA, Fame and Fortune.
- 1919.- Treat "Em Rough, Hell-Roarin" Reform, Fighting For Gold, The Coming of the Law, The Wilderness Trail, Rough-Riding Romance, The Speed Maniac, The Feud.
- 1920.- The Cyclone, The Daredevil, Desert Love, The Terror, Days of Daring, Three Gold Coins, The Untamed, The Texan, Prairie Trails.
- 1921.- The Road Demon, Hands Off, A Ridin Romeo, The Big Town Round-Up, After Your Own Heart, The Night Horsemen, The Rough Diamond, Trailin.
- 1922.- Sky High, Chasing the Moon, Up and Going, The Fighting Streak, For Big Stakes, Just Tony, Do and Dare, Tom Mix in Arabia, Catch My Smoke.
- 1923.- Romance Land, Stepping Fast, The Lone Star Ranger, Mile-a-Minute Romeo, Catch My Smoke, Eyes of the Forest, Three Jumps Ahead.
- 1924.- Pals in Blue, Ladies to Board, The Truble Shooter, The heart Buster, Oh, You, Tony!, Teeth, The Deadwood Coach.
- 1925.- A Child of the Prairie, Dick Turpin, Riders of the Purple Sage, The Rainbow Trail, The Lucky Horseshoe, The Everlasting Whisper, The Best Bad Man.
- 1926.- The Yankee Señor, My Own Pal, Tony Runs Wild, Hard Boiled, The Canyion of Light, No Man's Gold, The Great K & A Train Robbery and Tom Gordon.
- 1927.- The Last Trail, The Circus Ace, Tumbling River, Silver Valley, The Arizona Wild-cat, Hollywood Today Number Four, The Broucho Twister, Outlaws of Red River.
- 1928.- Daredevil's reward, A Horseman of the Plains, Hello Cheyenne, Painted Post, King Cowboy, Son of the Golden West.
- 1929.- Outlawed, The Drifter, The Big Diamond.
- 1932.- The Riders of Death Valley, Terror Trail, The Texas Bad Man, My Pal the King, The Fourth Horseman, Hidden Gold, Flaming Guns of Tom Malone.
- 1933.- Rustlers Roundup, Gordon of Ghosth City.
- 1935.- The Miracle Rider.